# Spongyabob – A mozifilm
A Spongyabob – A mozifilm (eredeti cím: The SpongeBob SquarePants Movie) 2004-ben bemutatott egész estés amerikai vegyes technikájú film, amelyben valós és számítógéppel animált díszletek, élő és számítógéppel animált szereplők közösen szerepelnek. A játékfilm rendezője Stephen Hillenburg, producerei Stephen Hillenburg és Julia Pistor. A forgatókönyvet Derek Drymon, Tim Hill, Stephen Hillenburg, Kent Osborne, Aaron Springer és Paul Tibbitt írta, a zenéjét Gregor Narholz szerezte. A mozifilm a Nickelodeon Movies és a United Plankton Pictures gyártásában készült, a Paramount Pictures forgalmazásában jelent meg. Műfaját tekintve fantasyfilm, kalandfilm, road movie és filmvígjáték. Ez a SpongyaBob Kockanadrág című animációs sorozat legelső mozifilmes spin-offja.
Amerikában 2004. november 19-én, Magyarországon 2005. március 1-jén mutatták be a mozikban. A film folytatását, amelyben Antonio Banderas alakítja az új főgonoszt, 2015-ben mutatták be Spongyabob – Ki a vízből! címmel.

## Cselekmény
|  | Alább a cselekmény részletei következnek! |

Spongyabob nagyon örül, ugyanis az új étteremnek, a Rákcsáló 2-nek a megnyitóján kijelentik, hogy ki lesz az új étterem menedzsere. Ám sajnos gyerekessége miatt nem ő, hanem Tunyacsáp lesz a menedzser, amitől Spongyabob elszontyolodik. Közben a dühös Planktonnak szól a felesége, Karen, hogy kihagyta gonosz titkos recept ellopási tervei közül a Z tervet amit azonnal végre is hajt: míg Neptunusz király a lányával, Mindy-vel beszélget ellopja a koronát, és minden gyanút Rák úrra terel. Neptunusz azonnal ki akarja végezni Rák urat, de Spongyabob és Patrik vállalja, hogy visszaszerzik a koronát, ami időközben Kagylóvárosba került. Neptunusz nem hisz a kis szivacsban és barátjában, de Mindy meggyőzi, hogy adjon nekik 6 napot a korona visszaszerzésére. Spongyabob és Patrik a Kajaguár nevű herkentyűburger autóval elindulnak kagylóváros felé. Ám közben Plankton megszerzi a receptet, és a herkentyűburgerek mellé vödör kalapot osztogat, ami segítségével uralni tudja a városlakókat (beleértve Neptunuszt is), és azok teljesítik minden parancsát. Emellett felbérel egy bérgyilkost, Dennist Spongyabobék kiiktatására. Spongyabobéknak tehát nehéz dolguk lesz, de segítőtársaik is lesznek, mint például David Hasselhoff.
|  | Itt a vége a cselekmény részletezésének! |

## Szereplők
- Érdekesség: A filmben mindenki (általánosságban véve) rímelve beszél.

| Animált szereplő                                                                                             | Eredeti hang       | Magyar hang        |
| --- | ------------------ | ------------------ |
| Spongyabob Kockanadrág                                                                                       | Tom Kenny          | Baráth István      |
| Csigusz | Tom Kenny          | Szokol Péter       |
| Mesélő | Tom Kenny          | Józsa Imre         |
| Csillag Patrik                                                                                               | Bill Fagerbakke    | Bognár Tamás       |
| Rák úr | Clancy Brown       | Uri István         |
| Tintás Tunyacsáp                                                                                             | Rodger Bumpass     | Imre István        |
| Neptunusz király                                                                                             | Jeffrey Tambor     | Ujlaki Dénes       |
| Mindy | Scarlett Johansson | Mics Ildikó        |
| Karen | Jill Talley        | Keönch Anna        |
| Szandi Csovi                                                                                                 | Carolyn Lawrence   | Kisfalvi Krisztina |
| Pearl Krabs                                                                                                  | Lori Alan          | Koffler Gizella    |
| Puff asszony                                                                                                 | Mary Jo Catlett    | Némedi Mari        |
| Dennis | Alec Baldwin       | Csankó Zoltán      |
| Sheldon J. Plankton                                                                                          | Mr. Lawrence       | Németh Gábor       |
| Lloyd | Mr. Lawrence       | Kossuth Gábor      |
| Phil | Dee Bradley Baker  | Kossuth Gábor      |
| Pletyka Potyka                                                                                               | Dee Bradley Baker  | Bodrogi Attila     |
| Floyd | Dee Bradley Baker  | Láng Balázs        |
| Rendőrtiszt                                                                                                  | Dee Bradley Baker  | Székely Gábor      |
| Pincér | Dee Bradley Baker  | N/A                |
| Gógyi Mogyi                                                                                                  | Tim Blaney         | Galbenisz Tomasz   |
| Gógyi Mogyi bemondó                                                                                          | Carlos Alazraqui   | Kajtár Róbert      |
| Hoppmester                                                                                                   | Carlos Alazraqui   | Pálfai Péter       |
| Victor | Thomas F. Wilson   | Barbinek Péter     |
| Koronatisztító                                                                                               | Joshua Seth        | Katona Zoltán      |
| Fagyinagyi                                                                                                   | Sirena Irwin       | Bókai Mária        |
| Élőszereplő                                                                                                  | Színész            | Magyar hang        |
| David Hasselhoff                                                                                             | David Hasselhoff   | Forgács Péter      |
| Bart kalózkapitány                                                                                           | Bart McCarthy      | Bácskai János      |
| Küklopsz | Neil Ross          | Nem szólal meg     |
| További magyar hangok: Fehér Péter, Garai Róbert, Hegedüs Miklós, Papucsek Vilmos, Rékai Nándor, Végh Ferenc |                    |                    |

Magyar változat
A szinkront a Mafilm Audio Kft. készítette.
- Magyar szöveg: Speier Dávid
- Dalszöveg: Janicsák István
- Hangmérnök: Márkus Tamás
- Rendezőasszisztens és vágó: Kajdácsi Brigitta
- Gyártásvezető: Fehér József
- Szinkronrendező: Csörögi István
- Zenei rendező: Mericske Zoltán
- Felolvasó: Bozai József

## A folytatás
2012. február 28-án jelentették be, hogy elkészítik a mozifilm folytatását, amely a Spongyabob – Ki a vízből! címet kapta. Amerikában eredetileg 2014. november 14-én tervezték bemutatni, de végül 2015. február 6-ára halasztották.